# Pseudogynoxys scabra
Pseudogynoxys scabra là một loài thực vật có hoa trong họ Cúc. Loài này được (Benth.) Cuatrec. miêu tả khoa học đầu tiên năm 1955.